# Rolf Göring
Rolf Göring né le 27 février 1940 est un pilote automobile de courses de côte et sur circuits allemand de Lörrach,.

## Biographie
Il a participé à des épreuves du championnat d'Europe de 1970 à 1989, sur divers modèles Porsche de 1970 à 1980, puis BMW M1 et M3 de 1981 à 1989.

## Palmarès

### Titres
- Double Champion d'Europe de la montagne de catégorie Sports Car, en 1983 et 1984 sur BMW M1 du Groupe 4, puis B ;
- Champion d'Allemagne de la montagne : 1982, sur BMW M1.

## Victoire européenne notable en montagne
- Trophée Scarfioti: 1981 (à Macerata) ;

## Victoires en Grand Tourisme
- Groupe B (Grand Tourisme modifié) aux 1 000 km d'Imola en Championnat du monde des voitures de sport 1984 (avec Claude Haldi et Hans-Jürgen Dürig, sur sa propre voiture) ;
- Bremgart (GT 1.3) : 1970, sur Porsche 911T ;
- Hockenheim (finale GT) : 1970, sur Porsche 914/6.